# Leidiane
Leidiane Machado Cardoso (Gravataí, 30 de agosto de 1993), mais conhecida simplesmente como Leidiane ou Leidi, é uma futebolista brasileira que atua como lateral-direita. Atualmente, atua pelo Santos FC.

## Carreira
Nascida no Rio Grande do Sul, Leidiane começou sua carreira no São José, mas fez sua estreia profissional no Foz Cataratas em 2013.
Posteriormente, ela atuou pelo Kindermann e Centro Olímpico antes de ingressar no Audax em 2016, quando o clube estabeleceu uma parceria com o Corinthians.
Leidi estreou no Corinthians em 17 de fevereiro de 2016, na vitória sobre Vasco da Gama por 6 a 0, em partida válida pelo Campeonato Brasileiro. Pelo clube, venceu a Copa do Brasil de 2016 e a Libertadores Feminina de 2017, atuando num total de 34 jogos e marcando 1 gol.
No final da temporada de 2017, Leidiane se mudou para o Internacional. Em 29 de janeiro de 2021, após vencer três títulos do Campeonato Gaúcho, ela renovou seu contrato com o clube. Ao final do ano, deixou as Gurias Coloradas, após 95 jogos, 8 gols, um acesso ao Brasileirão Feminino, em 2018, e um tetracampeonato estadual.
Em 6 de janeiro de 2022, Leidiane foi anunciada no Atlético Mineiro, com contrato até dezembro de 2022. Pelo Galo, fez 38 jogos e marcou 3 gols.
Em 24 de janeiro de 2024, assinou um contrato de dois anos com o Santos.

### Títulos
São José
- Campeonato Paulista: 2012

- Copa do Brasil: 2012

Foz Cataratas
- Campeonato Paranaense: 2013, 2014

Corinthians/Audax
- Copa do Brasil: 2016
- Copa Libertadores Feminina: 2017

Internacional
- Campeonato Gaúcho: 2017, 2019, 2020, 2021

Atlético Mineiro
- Campeonato Mineiro: 2022